# DN2C
DN2C este un drum național din România, care leagă orașele Buzău și Slobozia. Drumul pornește din DN2 din localitatea Costești de lângă Buzău și traversează o parte a Bărăganului, trecând prin orașele Pogoanele și Amara.